# Enterobacter chengduensis
Espèce
Enterobacter chengduensis est une des espèces du genre de bactéries Enterobacter. Ce sont des bacilles à Gram négatif de la famille des Enterobacteriaceae faisant partie de l'embranchement des Pseudomonadota.

## Historique
Enterobacter chenguensis est une bactérie décrite en 2019 sur la base d'une souche isolée depuis un échantillon de sang humain prélevé en Chine en 2015.

## Taxonomie

### Étymologie
L'étymologie de cette espèce E. chengduensis est la suivante : cheng.du.en’sis N.L. masc./fem. adj. chengduensis, isolée à Chengdu, province de Sichuan en Chine,. Le nouveau nom a été validé également en 2019 par l'ICSP.

### Phylogénie
Les analyses phylogéniques basées sur les gènes rpoB, gyrB, infB et atpD ont montré que cette espèce E. chengduensis est incluse dans le genre Enterobacter, dans la famille Enterobacteriaceae. La détermination, après séquençage du génome, de l'ANI (average nucleotide identity ou identité moyenne des nucléotides) a montré un pourcentage d'identité de 80.48 à 93.34 % avec les autres espèces d'Enterobacter ce qui a confirmé son appartenance à ce genre en tant qu'espèce distincte.
D'autres études phylogéniques ont montré que cette espèce fait partie du groupe dénommé «Enterobacter cloacae Complex» (ECC). Les analyses basées sur le séquençage partiel du gène hsp60 ont placé l'espèce E. chengduensis dans le groupe UD4 de ce complexe ECC et l'identité moyenne des nucléotides (ANI pour Average Nucleotide Identity) dans le clade L de ce même complexe. Les analyses phylogénétiques basées sur les génomes complets (ou presque) ont établi que le clade L qui ne comprenait jusqu'alors que E. chengduensis comprenait aussi une autre population génomique distincte appelée «ECC taxon 4». Le statut de ce taxon 4 vis à vis de l'espèce E. chengduensis reste à déterminer.

## Description

### Caractéristiques
Enterobacter chengduensis est une bactérie aérobie à Gram négatif. Le test Voges–Proskauer est négatif. Cette espèce est formée des bacilles qui se distinguent des autres Enterobacter par sa capacité à fermenter le D-sorbitol, le L-rhamnose et le melibiose. Les acides gras cellulaires majoritaires de cette bactérie sont les acides gras C16:0, C17:0 cyclo and C18:1ω7c, qui font partie de ceux présents habituellement chez les Enterobacter. La composition en bases GC de son ADN est de 55,7 %.

### Souche types
La souche type de l'espèce E.chengduensis est la souche WCHECl-C4 qui porte les identifiants CCTCC AB 2017105, GDMCC 1.1216 et KCTC 52993 dans différentes banques de cultures bactériennes,.

### Multi-résistances
Cette espèce présente des résistances aux antibiotiques suivants : Cefotetan, Ceftizoxime, Ciprofloxacine, Colistine, Levofloxacine et Tigecycline,. Sa résistance à la Nitrofurantoine est partielle,.
Par contre, E. chengduensis reste sensible à l'Amikacine, l'Aztréonam, la Céfépime, la Ceftazidime, la Ceftriaxone, l'Ertapénem, la gentamicine, l'Imipénem, le Méropénem, la Pipéracilline/tazobactam, la tobramycine,et le Triméthoprime/sulfaméthoxazole,.

## Habitat
L'espèce E. chengduensis est une espèce de bactérie dont la souche type, WCHECl-C4 a été isolée d'un échantillon de sang humain.